# عبد الله جمعة عواض
عبد الله جمعة لاعب كرة قدم مصري في مركز ظهير أيمن، من ناشئي إنبي، ويلعب حاليًا لنادي بتروجيت.

## مسيرته الكروية
أحد لاعبي قطاع الناشئين بنادي إنبي، انضم لنادي تليفونات بني سويف لمدة 6 أشهر معارًا من إنبي اعتبارًا من فترة الانتقالات الشتوية 2014 ؛ لمنحه الفرصة في الظهور والمشاركة بالدورى الممتاز، ثم انضم لنادي النصر موسم 2014–2015 ، وشارك مع الفريق في الدوري الممتاز قبل أن ينضم لنادي المصري في 2015 بمبلغ 800 ألف جنيه، وشارك مع المصري في 15 مباراة بمسابقة الدوري بإجمالي 988 دقيقة، وساهم في تسجيل هدف واحد فقط.

وفي 5 أغسطس 2016 انضم لنادي إنبي لمدة ثلاثة مواسم في صفقة انتقال حر ؛ حيث أصبح اللاعب حرًّا ويحق له التوقيع لأي نادٍ، بعدما أرسل الجهاز الفني للمصري القائمة الأولى للموسم الجديد، دون قيد اللاعب في القائمة.

وفي 19 مايو 2018 كان ضمن قائمة الراحلين بشكل رسمي عن الفريق والتي ضمت 7 لاعبين؛ وذلك بعد عدم الاعتماد عليه وخروجه من حسابات المدير الفني. وفي 25 مايو 2018 انتقل لنادي بتروجيت لمدة ثلاثة أعوام.

## إحصائيات مشاركاته
آخر تحديث في 1 مايو 2018

### مع الأندية
| الفريق | الموسم    | الدوري  | الدوري | الكأس   | الكأس | البطولات القارية | البطولات القارية | الإجمالي | الإجمالي |
| الفريق | الموسم    | مشاركات | أهداف  | مشاركات | أهداف | مشاركات          | أهداف            | مشاركات  | أهداف    |
| ------ | --------- | ------- | ------ | ------- | ----- | ---------------- | ---------------- | -------- | -------- |
| النصر  | 2014–2015 | 31      | 1      | 2       | 0     | —                | —                | 33       | 1        |
| النصر  | الإجمالي  | 31      | 1      | 2       | 0     | —                | —                | 33       | 1        |
| المصري | 2015–2016 | 15      | 0      | 0       | 0     | —                | —                | 15       | 0        |
| المصري | الإجمالي  | 15      | 0      | 0       | 0     | —                | —                | 15       | 0        |
| إنبي   | 2016–2017 | 13      | 0      | 2       | 0     | —                | —                | 15       | 0        |
| إنبي   | 2017–2018 | 5       | 0      | 1       | 0     | —                | —                | 6        | 0        |

## روابط خارجية
- عبد الله جمعة عواض على موقع قاعدة بيانات كرة القدم.إي يو (الإنجليزية)
- عبد الله جمعة عواض على موقع كووورة